# Conyers
Conyers és una població dels Estats Units a l'estat de Geòrgia. Segons el cens del 2000 tenia 10.689 habitants.

## Demografia
Segons el cens del 2000, Conyers tenia 10.689 habitants, 3.910 habitatges, i 2.557 famílies. La densitat de població era de 350,3 habitants per km².
Dels 3.910 habitatges en un 34,2% hi vivien nens de menys de 18 anys, en un 37,5% hi vivien parelles casades, en un 21% dones solteres, i en un 34,6% no eren unitats familiars. En el 26,4% dels habitatges hi vivien persones soles el 7,9% de les quals corresponia a persones de 65 anys o més que vivien soles. El nombre mitjà de persones vivint en cada habitatge era de 2,67 i el nombre mitjà de persones que vivien en cada família era de 3,17.
Per edats la població es repartia de la següent manera: un 27,3% tenia menys de 18 anys, un 12,6% entre 18 i 24, un 33,1% entre 25 i 44, un 17,4% de 45 a 60 i un 9,6% 65 anys o més.
L'edat mediana era de 30 anys. Per cada 100 dones de 18 o més anys hi havia 91,1 homes.
La renda mediana per habitatge era de 35.789 $ i la renda mediana per família de 38.255 $. Els homes tenien una renda mediana de 29.991 $ mentre que les dones 24.879 $. La renda per capita de la població era de 15.805 $. Entorn del 13,7% de les famílies i el 16,9% de la població estaven per davall del llindar de pobresa.

## Poblacions properes
El següent diagrama mostra les poblacions més properes.